# Pelorosaurus
Pelorosaurus (лат.) — род ящеротазовых динозавров-завропод из группы Titanosauriformes, живших с конца юрского по середину мелового периода (150,8—109,0 млн лет назад) на территории нынешней Европы. Окаменелости были найдены в Англии и Франции. Род впервые описан палеонтологом Гидеоном Мантеллом в 1850 году.
Типовой и единственный вид рода:
- † Pelorosaurus conybeari (Melville, 1849) [syn. Cetiosaurus conybeari Melville, 1849, Pelorosaurus conybearei (Melville, 1849), orth. var.][3]